# Lorraine Desmarais
Lorraine Desmarais (Montreal, 15 augustus 1956) is een Canadese jazzpianiste, componiste en hoogleraar.

## Biografie
Desmarais behaalde in 1979 een master in klassieke piano aan de McGill University. In 1984 studeerde ze bij Kenny Barron in New York. Onder invloed van Chick Corea en Oscar Peterson begon ze in 1986 met haar eigen trio op te treden. Met Tiger Okoshi, die ook op haar gelijknamige album (1991) verscheen, had ze een gastoptreden op het Festival International de Jazz de Montréal. In 1988 speelde ze met Paquito D'Rivera. In de jaren 1990 vormde ze de formatie Vision met Michel Cusson en Michel Donato, speelde ze met haar eigen kwartet in Boston en New York met Marian McPartland en Joanne Brackeen en in 1998 met het Diva Jazz Orchestra.
Als solist en artistiek leider van verschillende projecten heeft Desmarais een aantal albums opgenomen, waaronder met Don Alias (Andiamo), André Moisan, Jean Gaudreault en Ted Baskin van het Orchestre symphonique de Montréal en Michel Bettez van het Orchestre Métropolitain (Bleu Silence). Ze werkt ook in een trio met Fredéric Alarie (bas) en Camil Bélisle (drums). In 2005 richtte ze haar eigen bigband op.
Sinds 1979 geeft ze les aan de Cégep Saint-Laurent in Montreal, waar ze nu werkt als hoogleraar.

## Prijzen en onderscheidingen
In 1984 won ze de wedstrijd op het Montréal Jazz Festival. De lp Trio Lorraine Desmarais, die voortkwam uit het prijzengeld, ontving in 1985 een Félix Award. In 1986 won ze als eerste Canadese de Great American Jazz Piano Competition in Jacksonville. Desmarais ontving in 2002 de Oscar Peterson-prijs van het Montréal Jazz Festival. In 2004 ontving ze de Prix à la création artistique des Conseil des arts et des lettres du Québec. Het album Lost in the Stars van Guido Basso uit 2003, waarbij ze betrokken was, ontving een Juno Award. In 2007 ontving ze ook de Prix André Gagnon van de Société Professionnelle des Auteurs et Compositeurs du Québec. Desmarais werd in 2012 benoemd tot lid van de Order of Canada.

## Discografie
- 1985: Trio Lorraine Desmarais (Radio Canada)
- 1986: Andiamo (Radio Canada)
- 1987: Pianissimo (Radio Canada)
- 1991: Vision (Les Disques Scherzo)
- 1991: Lorraine Desmarais (Select)
- 1999: Bleu silence (Les Disques Scherzo)
- 2002: Love (Les Disques Scherzo)
- 2005: Jazz pour Noel / Jazz for Christmas met Jean-Pierre Zanella (Analekta)
- 2007: Live Club Soda met Tiger Okoshi en Michel Cusson (Analekta)
- 2009: Lorraine Desmarais Big Band (Analekta)
- 2012: Couleurs de lune (Analekta)
- 2016: Danses danzas dances (Analekta)
- 2023: Street Beat Suite (Analekta)

Met Five Play
- 1999: On the brink (Arbors Records)